# Hippoporidra daedala
Hippoporidra daedala är en mossdjursart som beskrevs av Gontar 1982. Hippoporidra daedala ingår i släktet Hippoporidra och familjen Hippoporidridae. Inga underarter finns listade i Catalogue of Life.